# Pseudocorynopoma stanleyi
Pseudocorynopoma stanleyi — вид харациноподібних риб родини харацинових (Characidae). Описаний у 2020 році.

## Назва
Вид названо на честь американського іхтіолога Стенлі Говарда Вейцмана (1927-2017).

## Поширення
Ендемік Бразилії. Трапляється у лагуні Патус та річці Трамандаї у штаті Ріу-Гранді-ду-Сул на півдні країни.

## Екологія
Типовий поверхневий фаг. Цей вид живиться переважно алохтонними членистоногими, переважно комахами. Трапляється під деревами вздовж берегів, і зазвичай відсутній на відкритих ділянках водойм.